# 董師中
董师中（1129年—1202年），字绍祖，金国洺州人。
董师中少年好学强记，1149年，进士及第，为泽州军事判官。1190年，为陕西路副使。因修公所滥用官钱获罪。后来以宽和有体，召为大理卿。升为御史中丞，1193年，任贺宋主（宋光宗）生日国信使。1194年，推荐平章政事完颜守贞，完颜守贞以罪被斥，所以把董师中降职为陕西西路转运使。1196年，征为御史大夫。三月后，任参知政事。进尚书左丞。1202年，年七十四岁卒，谥号文定。

## 传記資料
- 《金史》 列传第三十三